# Alfred Waldenström
Alfred Waldenström, född 14 september 1843 i Luleå stadsförsamling, Norrbottens län, död 24 augusti 1925 i Kalmar församling, var en svensk jurist och politiker. Han var bror till Paul Petter och Johan Anton Waldenström.

## Biografi
Waldenström avlade hovrättsexamen 1865, blev häradshövding i Gotlands norra domsaga 1878 och övergick 1891 till Södra Möre domsaga i Kalmar län. Han var i riksdagen ledamot av andra kammaren 1888–1890, invald i Visby och Borgholms valkrets. Waldenström blev 1907 förlikningsman för medling i arbetstvister inom Östra distriktet. Han blev riddare av Nordstjärneorden 1887 och kommendör av andra klassen av samma orden 1902.
Waldenström gifte sig 1880 med Amanda Maria Gabrielle Olivia Romdahl, född 30 mars 1861 i Öja på Gotland.
Waldenström var far till Olof Waldenström och farfar till Stig Waldenström. Han är begraven på Ljungby kyrkogård utanför Kalmar i Småland.